# Mosteiro da Santa Cruz
O Mosteiro da Santa Cruz, sediado em Nova Friburgo, estado do Rio de Janeiro, é uma instituição religiosa tradicionalista que segue o espírito beneditino, remontando sua fundação à iniciativa de D. Gerard Calvet, prior do Mosteiro de Notre-Dame Du Barroux, e de Dom Tomás de Aquino, monge desta casa religiosa francesa, que foi enviado para o Brasil em 1987 a fim de dar início à nova fundação brasileira.

## História
O prior francês de Notre-Dame Du Barroux, hoje Abadia, D. Gérard Calvet, já havia conhecido o sul do Brasil através de uma missão da Abadia de Tournay que o havia enviado a fim de que verificasse a possibilidade de instalar uma ramificação de sua casa religiosa em território brasileiro. Apesar de travar conhecimentos com importantes personalidades católicas da década de 1960, como Gustavo Corção, sua missão não logrou êxito e ele acabou retornando para a França.
Ainda na década de 1970, com o apoio do bispo tradicionalista D. Marcel Lefebvre, D. Gerard inicia a reforma de um mosteiro totalmente dedicado à conservação das tradições beneditinas e à Missa Tridentina, chamado Bédoin, antecessor de Notre-Dame Du Barroux, que será construído mais tarde em um grandioso terreno adquirido com recursos próprios, comunidade religiosa que atrairá inúmeros membros de toda a Europa, especialmente com o apoio prestado pela FSSPX, que lhe auxiliava com o envio de vocações religiosas.
Não tardou, portanto, para que as instalações do Mosteiro de Bédoin se tornassem inadequadas face ao fluxo crescente de novos monges, sendo necessário que uma nova construção fosse realizada, no que recebeu o apoio de D. Marcel Lefebvre. Com o Mosteiro do Barroux estabilizado, em menos de uma década D. Gérard Calvet pode realizar novamente seu sonho de construir uma casa religiosa no Brasil, desta vez obtendo a doação de um terreno, ao qual outros mais foram somados mais tarde, na cidade de Nova Friburgo, Estado do Rio de Janeiro, desta feita recebendo o apoio expresso do bispo tradicionalista brasileiro D. Antônio de Castro Mayer, bispo da Diocese de Campos dos Goytacazes.
A fundação deu-se em 3 de maio de 1987, com a dedicação da capela realizada por D. Castro e assistida pelo prior francês D. Gerard, bem como o novo prior D. Tomás de Aquino e inúmeros sacerdotes da diocese de Campos e da FSSPX do Brasil. Com esta fundação, o Mosteiro passa a receber vocações brasileiras e internacionais, englobando todas aquelas que viriam da América do Norte, América Central e América do Sul.

## Separação da Casa Mãe francesa
Com as sagrações de quatro bispos em Ecône, na França, no ano de 1988, por D. Marcel Lefebvre e D. Castro Mayer, D. Gerard Calvet manifesta nova postura perante a FSSPX e dentro em pouco declara rompimento com o movimento tradicionalista e reorientação para submeter-se à Santa Sé, motivo ao qual D. Tomás de Aquino, prior do Mosteiro da Santa Cruz, rompe relações com sua antiga casa mãe.
Têm início, então, um novo momento na história do Mosteiro brasileiro, que passará então a contar com apoio religioso da União Sacerdotal São João Maria Vianney (fundada por D. Castro Mayer), da Fraternidade São Pio X e de fiéis tradicionalistas de todo o mundo. Ela restaria, dentro da compreensão tradicionalista, como a única casa religiosa beneditina que poderia acolher, a nível internacional, vocações de todo o mundo.
O Mosteiro dará iniciativa a diversos meios de sustento, como editora, fabricação de artefatos litúrgicos, produção de mel, plantio de caquis, além de prover a existência de um colégio infantil e apoiar obras diversas de seu entorno.

## Fundação de Notre-Dame de Bellaigue
Com o ingresso de novos membros, o Mosteiro da Santa Cruz passa a alimentar o anseio de um novo mosteiro beneditino tradicional seja estabelecido na Europa, envidando os esforços e adquirindo o antigo mosteiro cisterciense de Notre-Dame de Bellaige, para onde enviará uma missão brasileira com alguns monges a exemplo de D. Plácido e D. Anjo, este último escolhido para se tornar o prior. Esta comunidade, então, se estabelece solidamente e mais tarde, ela mesma, dará origem a outra casa religiosa, desta vez na Alemanha, chamada Reichenstein